# Calvi
För andra betydelser, se Calvi (olika betydelser).
Calvi är en kommun och kustort på Korsika i departementet Haute-Corse i Frankrike. På ena sidan av Calvi ligger det stora citadellet från 1400-talet. På andra reser sig Korsikas högsta berg 2 706 meter uppåt. Däremellan ligger staden och stranden. Vid staden finns både badklippor och en lång vit sandstrand. År 2022 hade Calvi 5 720 invånare.
Utanför Calvi stod ett stort slag mellan franska och engelska sjöstyrkor den 12 juli 1794, vari den brittiske sjöofficeren Horatio Nelson förlorade sitt högra öga.

## Befolkningsutveckling
| Befolkningsutvecklingen i Calvi 1968–2021 | Befolkningsutvecklingen i Calvi 1968–2021 | Befolkningsutvecklingen i Calvi 1968–2021 | Befolkningsutvecklingen i Calvi 1968–2021 | Befolkningsutvecklingen i Calvi 1968–2021 |
| ----------------------------------------- | ----------------------------------------- | ----------------------------------------- | ----------------------------------------- | ----------------------------------------- |
|                                           |                                           |                                           |                                           |                                           |
| År                                        |                                           |                                           | Folkmängd                                 |                                           |
| 1968                                      | 1968                                      |                                           | 2 767                                     |                                           |
| 1975                                      | 1975                                      |                                           | 3 530                                     |                                           |
| 1982                                      | 1982                                      |                                           | 3 579                                     |                                           |
| 1990                                      | 1990                                      |                                           | 4 815                                     |                                           |
| 1999                                      | 1999                                      |                                           | 5 177                                     |                                           |
| 2007                                      | 2007                                      |                                           | 5 441                                     |                                           |
| 2015                                      | 2015                                      |                                           | 5 376                                     |                                           |
| 2021                                      | 2021                                      |                                           | 5 746                                     |                                           |